# 리사 마코스
리사 마코스(Lisa Marcos, 1982년 3월 15일 ~ )는 캐나다의 배우이다.

## 출연 작품
- 데드 오브 윈터 : 생존게임 (2014)
- 마더스 데이 (2010)
- 리스너 1 (2009)
- 플래쉬포인트 (2008)
- 킹스 랜섬 (2005)
- 다이어리 오브 매드 블랙 우먼 (2005)
- 스레시홀드 (2003)
- 스트리트 타임 (2002)